# Лапчастоніг неотропічний
Лапчастоніг неотропічний (Heliornis fulica) — вид журавлеподібних птахів родини лапчастоногових (Heliornithidae).

## Поширення
Вид поширений в Центральній та Південній Америці від південно-східної Мексики до Еквадору до південної Бразилії. Трапляється у прісних і солонуватих водоймах, затоплених лісах та мангрових болотах.

## Опис
Птах завдовжки до 28 см. Має сильний жовтий дзьоб, перетинчасті лапи. Шия і голова мають чорно-білі смуги.

## Спосіб життя
Живуть окремо або парами. Більшість часу проводять на воді. Харчуються різноманітними безхребетними, равликами, мальками риб та жабами. Шлюбний період починається в квітні. Гніздо будується на мілині. У гнізді 2-4 яйця. Інкубація триває 10-11 днів. Пташенята залишають гніздо незабаром після вилуплення.